# Grzegorz Gąsiorowski
Grzegorz Gąsiorowski (ur. 1954 r. w Grudziądzu) – polski działacz sportowy związany z klubem piłkarskim Arka Gdynia.

## Życiorys
Był przewodniczącym komisji ds. licencji klubowych w Pomorskim Związku Piłki Nożnej oraz prezesem Banku Współpracy z Zagranicą i wiceprezesem Big Banku Gdańskiego.
Od 24 listopada 2006, po zatrzymaniu w związku z aferą korupcyjną dotychczasowego prezesa Jacka Milewskiego, pełnił obowiązki prezesa klubu. W tej samej sprawie 21 lutego 2007 został zatrzymany a następnie aresztowany na 2 miesiące. Prokurator stawia mu 27 zarzutów: udział w zorganizowanej grupie przestępczej oraz 26 zarzutów korupcyjnych związanych z wręczaniem łapówek sędziom 26 spotkań "kupionych" przez Arkę. 27 marca 2007 Gąsiorowski zrezygnował z pełnienia funkcji w zarządzie klubu.
3 kwietnia 2009 został skazany przez sąd I instancji na karę 2,5 roku bezwzględnego ograniczenia wolności oraz 10-letni zakaz zajmowania stanowiska członka zarządu w sportowych spółkach akcyjnych i grzywnę finansową. Ponadto sąd zgodził się na używanie pełnych nazwisk wszystkich skazanych, jak i ujawnianie ich wizerunków.